# フィアット・126
フィアット・126は、フィアットがかつて製造していた小型乗用車である。イタリア語で男の子を意味する「バンビーノ」の愛称で親しまれた。

## 概要
NUOVA 500の後継として1972年に発表された。車体寸法はNUOVA 500よりも大きくなったが、ホイールベースは変わらず、エンジン、ドライブトレイン、フロントサスペンションなど、基本的なメカニズムも全てNUOVA 500のキャリーオーバーである。なお、126用の126.000エンジンをNUOVA 500に搭載した「500R」も1977年まで並行生産されていた。
スタイリングは、カロッツェリア・ギアからフィアット・デザインセンター（Centro Stile Fiat）に移籍していたセルジオ・サルトレッリが担当。127同様、角形ヘッドランプを持ったプレーンで直線的なスタイルへと大きく変化した。
細部では、荷物置き場を拡大する前倒式となった後席背もたれ、トランク（前部）内から後席下への燃料タンク位置の変更、ダイアゴナルスイングアクスルからセミトレーリングアームとなったリアサスペンションなど、使い勝手と安全性の向上が図られている。ステアリングギアも旧弊なウォームアンドセクタ式が流用されていたが、1978年（イタリア語版による）から操作性に優れたラック・アンド・ピニオン式へ改良された。
パンダの登場に伴い、イタリア本国では1980年に生産終了となったが、ポーランドでは2000年7月まで生産が継続された。
日本での登録区分は輸入開始以来普通車（小型自動車）であったが、1990年（平成）1月の規格改定以降、新規の場合に限り594ccと652ccモデルは軽自動車登録が可能となった。
1973年モデルのディティール

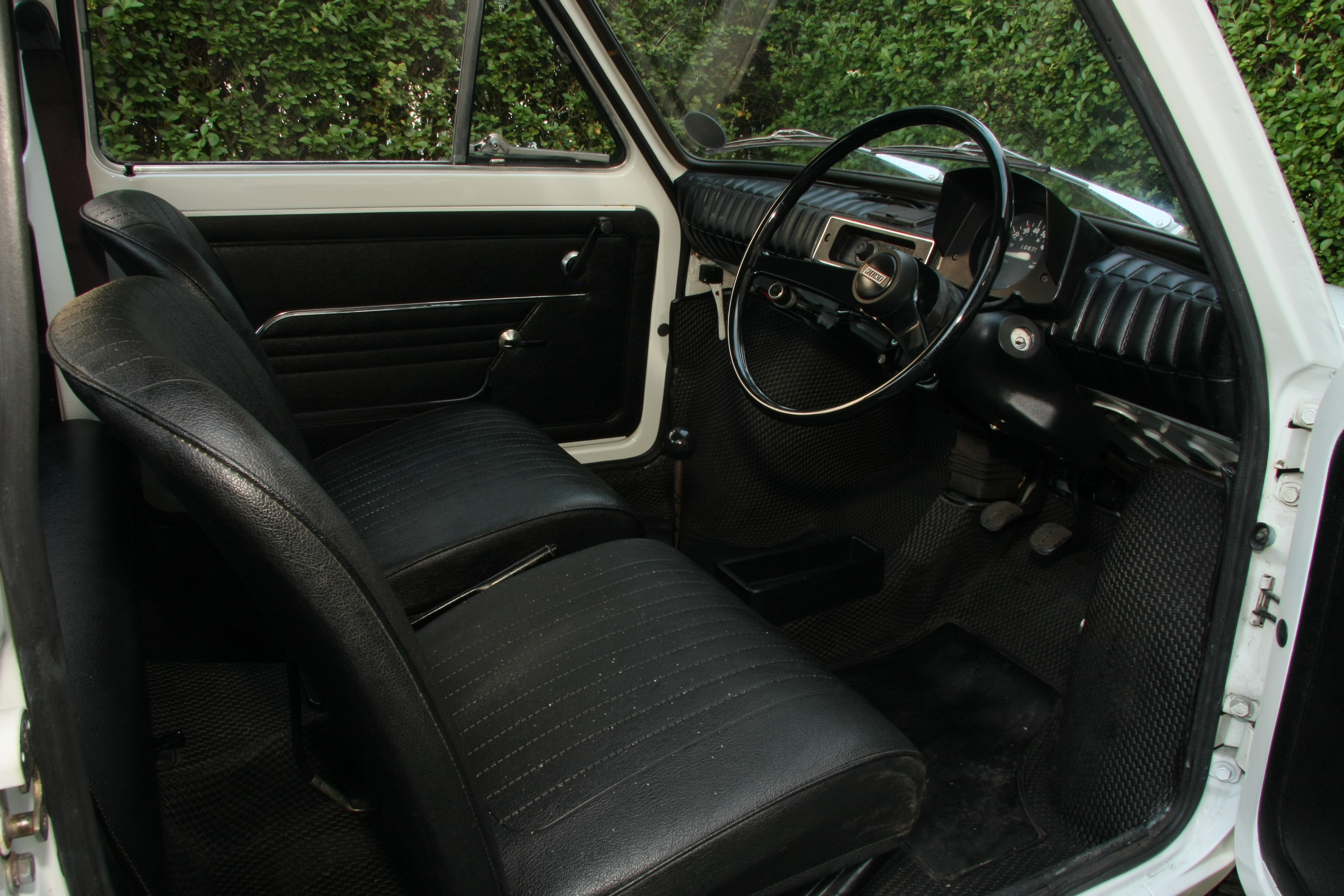
インパネと前席 右ハンドル車
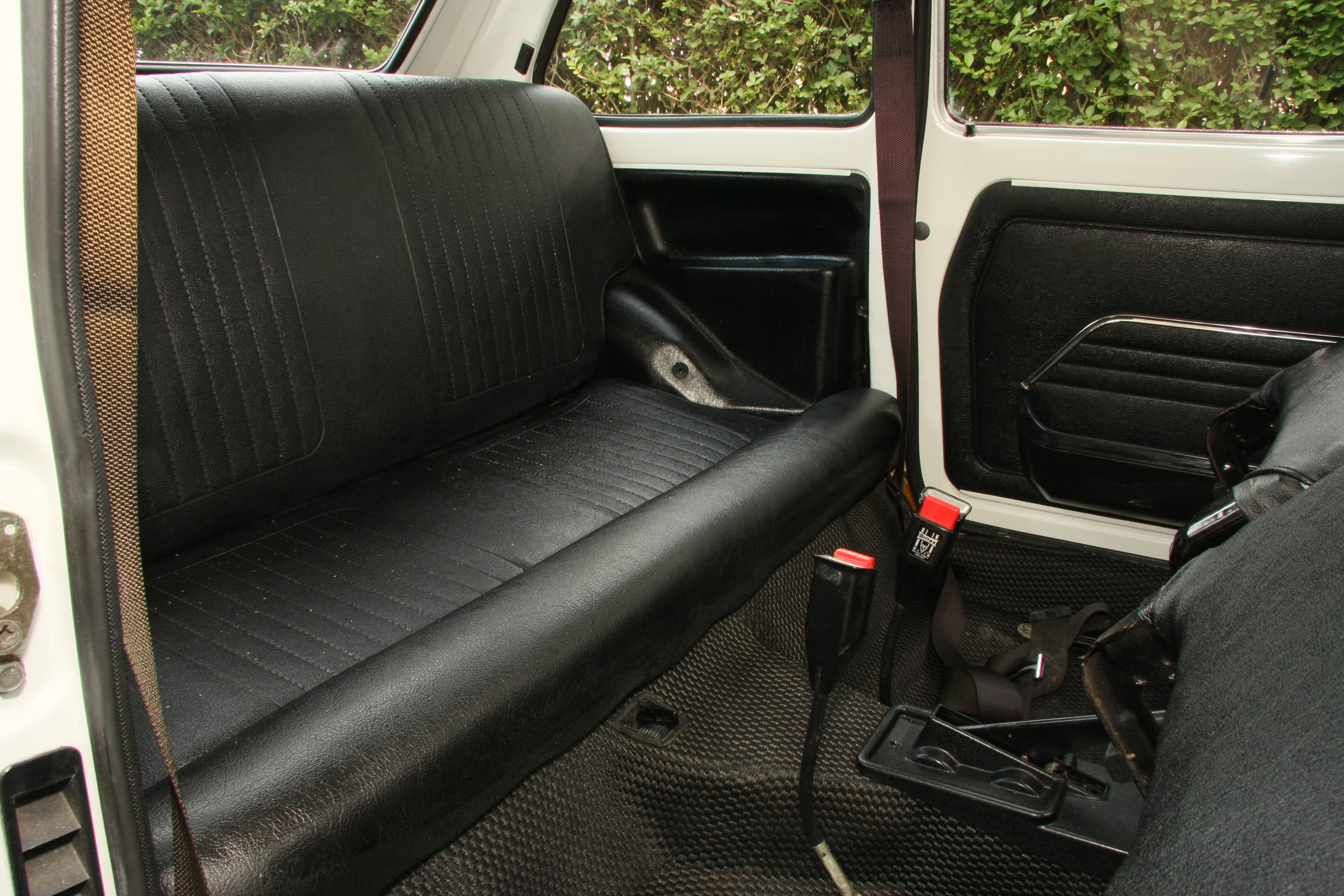
後席
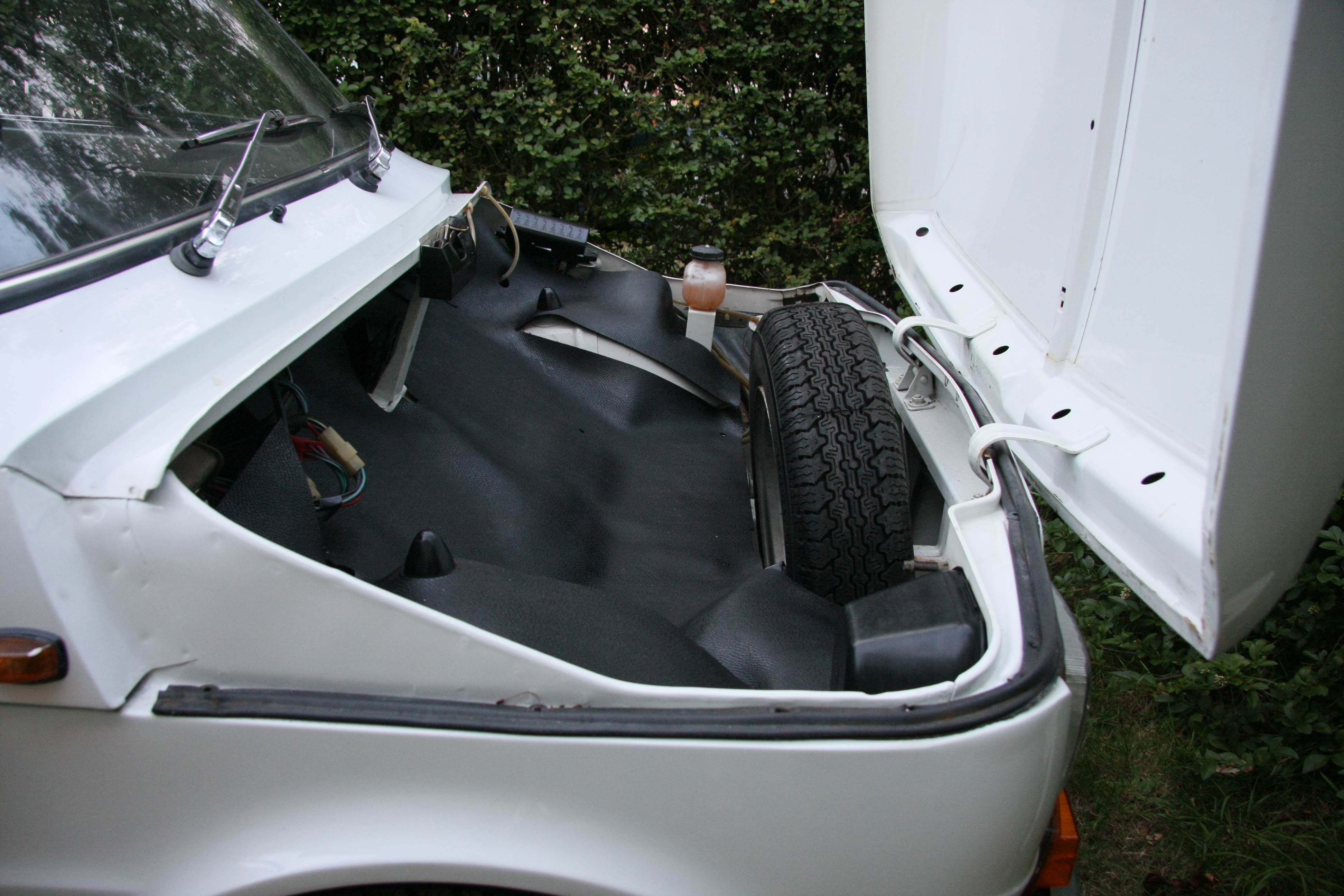
トランク 左ハンドル車
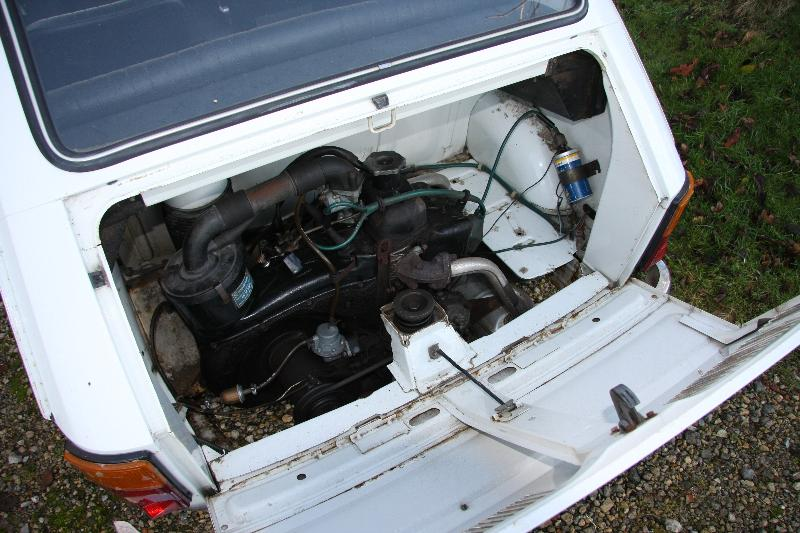
エンジンルーム

## バリエーション

### イタリア製
- 126
- 126E
- 126 パーソナル4

### ポーランド製
FSMによるライセンス生産。当初は2ドアセダンのみであったが、ハッチバック（3ドア）のbis（1987年 - 1991年）とカブリオレ（1991年 - 1995年）が追加されている。FSMは1992年にフィアットに買収され、1993年以降はフィアット・オート・ポーランドが生産を引き継ぐ。
- 126p（1973年 - 1987年）- ポルスキ・フィアットブランド。仕向地によってはザスタバ・126を名乗る。1985年にフェイスリフト。
- 126p FL
- 126bis(1987年 - 1991年）- 利便性向上のため、FLをベースとして後部にラゲッジスペースとバックドアを新たに設けた。このスペースを捻出するため、エンジンは水平シリンダー（横倒し）とした上で水冷化されたが、このエンジンに起因する故障が多かったといわれる。フロントウインドシールド下（カウル部）の左右にベンチレーターが追加された。
- 126el（1994年 - 1996年）- 直立の空冷エンジンと2ドアボディーを持つ標準車の改良型。各部の補強材で衝突安全性を強化。同時に内装も見直され、見栄えと乗員保護性能を向上。
- 126elx（1996年 - 1999年）- 排出ガス規制（Euro 1）対応で三元触媒を装備。
- 126 Maluch（1997年 - 1998年）- 電子燃料噴射装置は使用されておらず、キャブレターのままで、点火系の電子デバイス化で排気ガス規制を乗り越えた。
- 126 Maluch Town（1998年 - 2000年）- 後席ヘッドレスト新設。1999年5月から、並行輸入の軽自動車が日本でも販売された。
- 126 HappyEnd（2000年）- 生産終了を記念して1000台（赤、黄色各500台）が生産された限定車。

### POP
西ドイツ（当時）の小コーチビルダーDAP社で、ポーランド製126pの屋根を取り払ってカブリオレに改造したもの。ロールバーが無い、幌、ドア（FRP製）、Cピラー跡の形状が異なるなど、メーカ製カブリオレとは外観や仕上がり品質に差がある。
日本では1989年に大阪の並行輸入業者によって10台が輸入され、DAP 650の名で販売された。翌年1月の軽自動車規格の改定に合わせて652 cc エンジンを選択しており、軽自動車登録が可能。

## ギャラリー

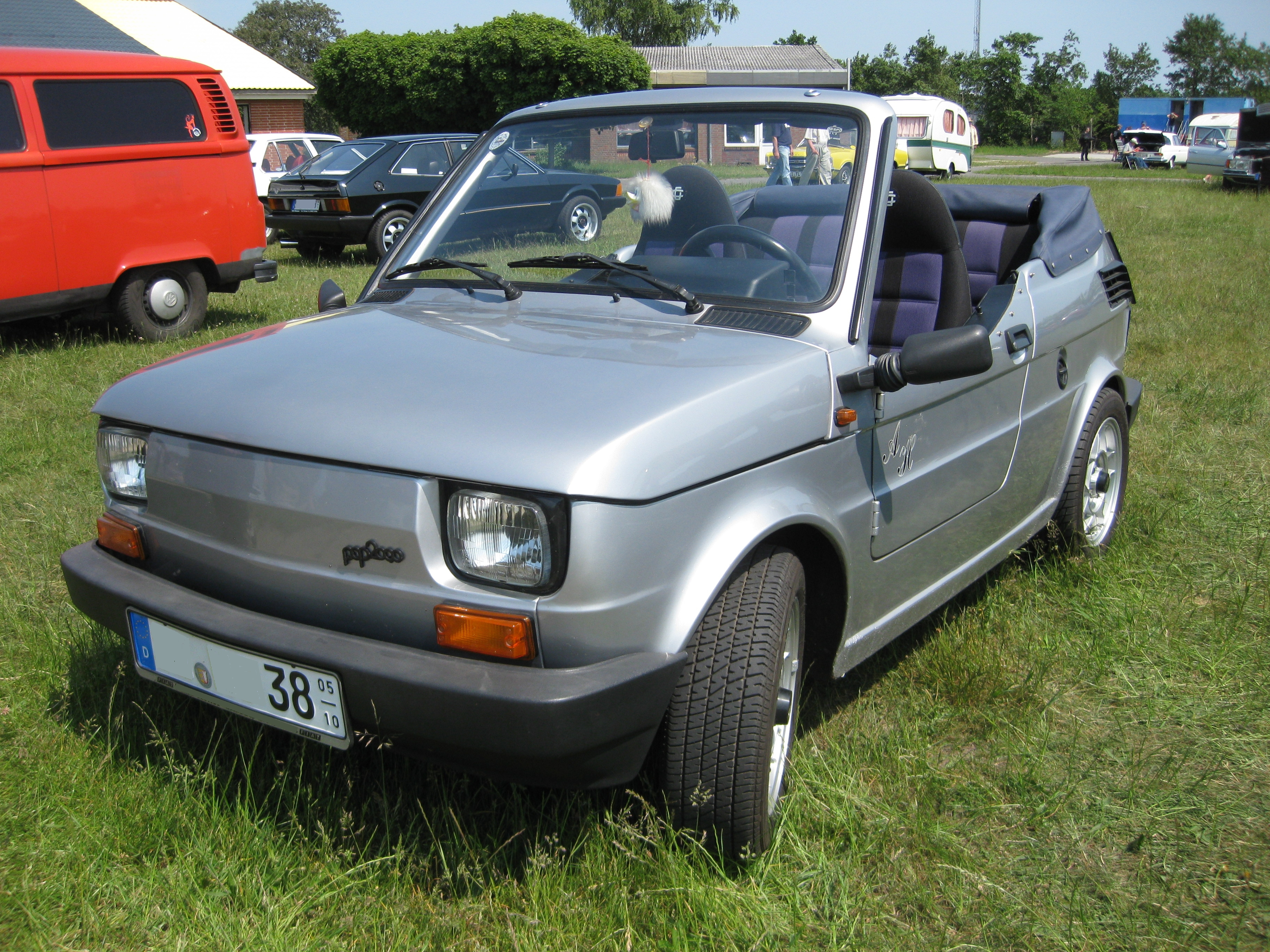
POP 2000

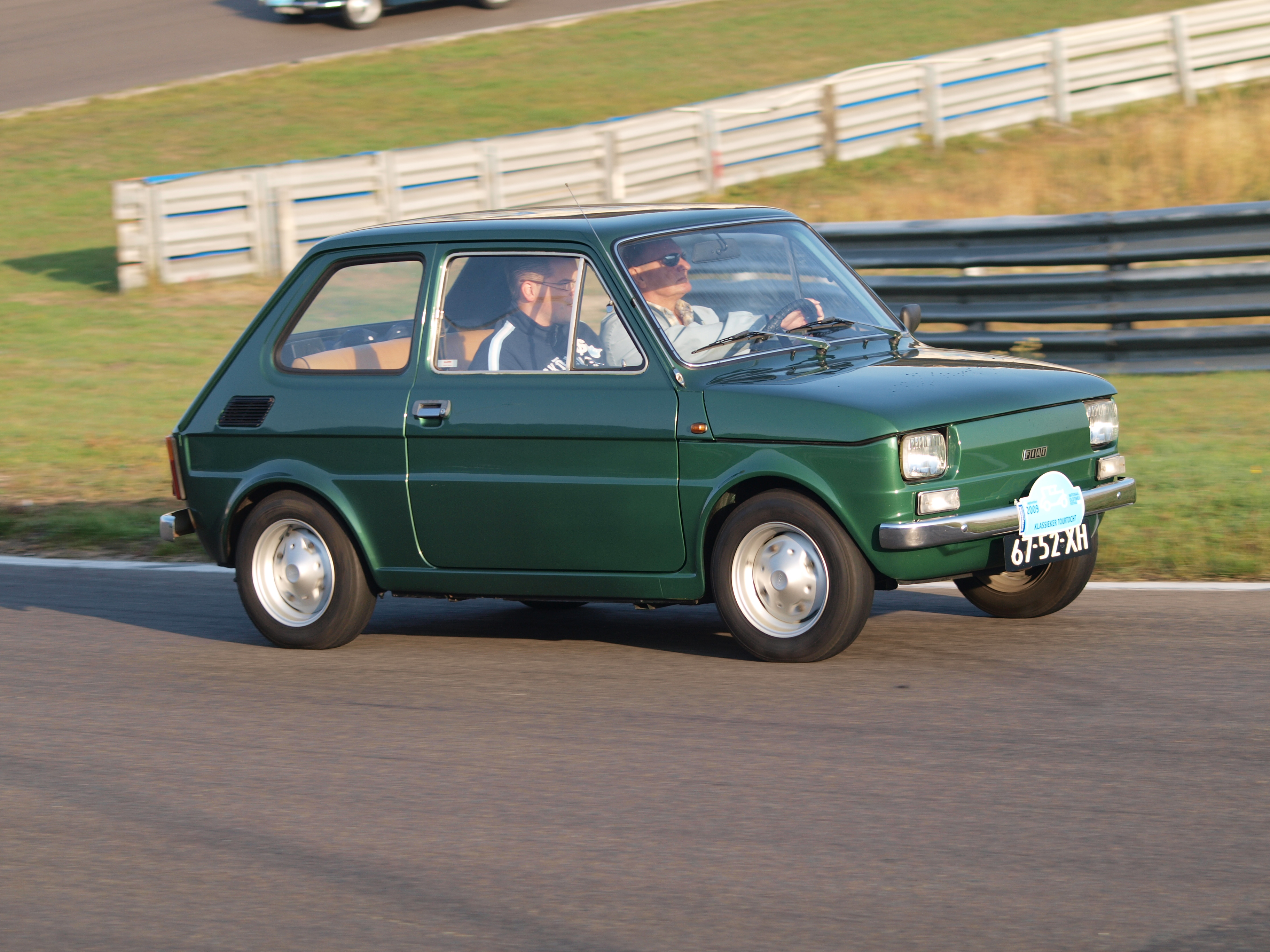
1972 - 1978
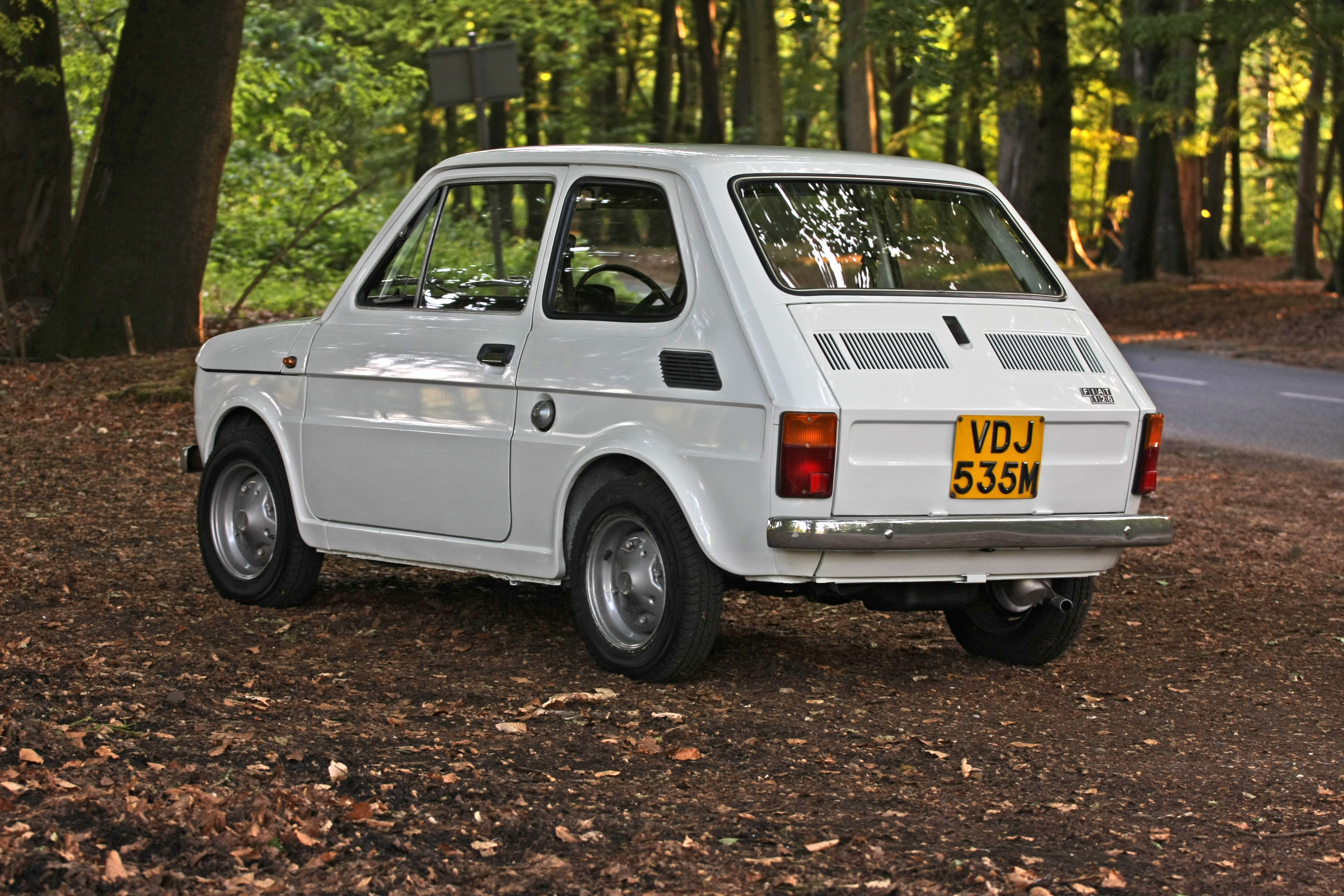
1973英国仕様
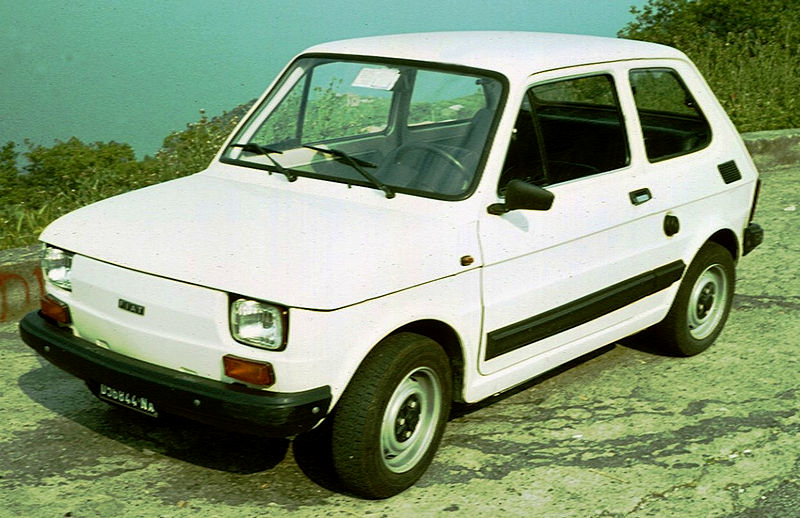
1978 - 1984
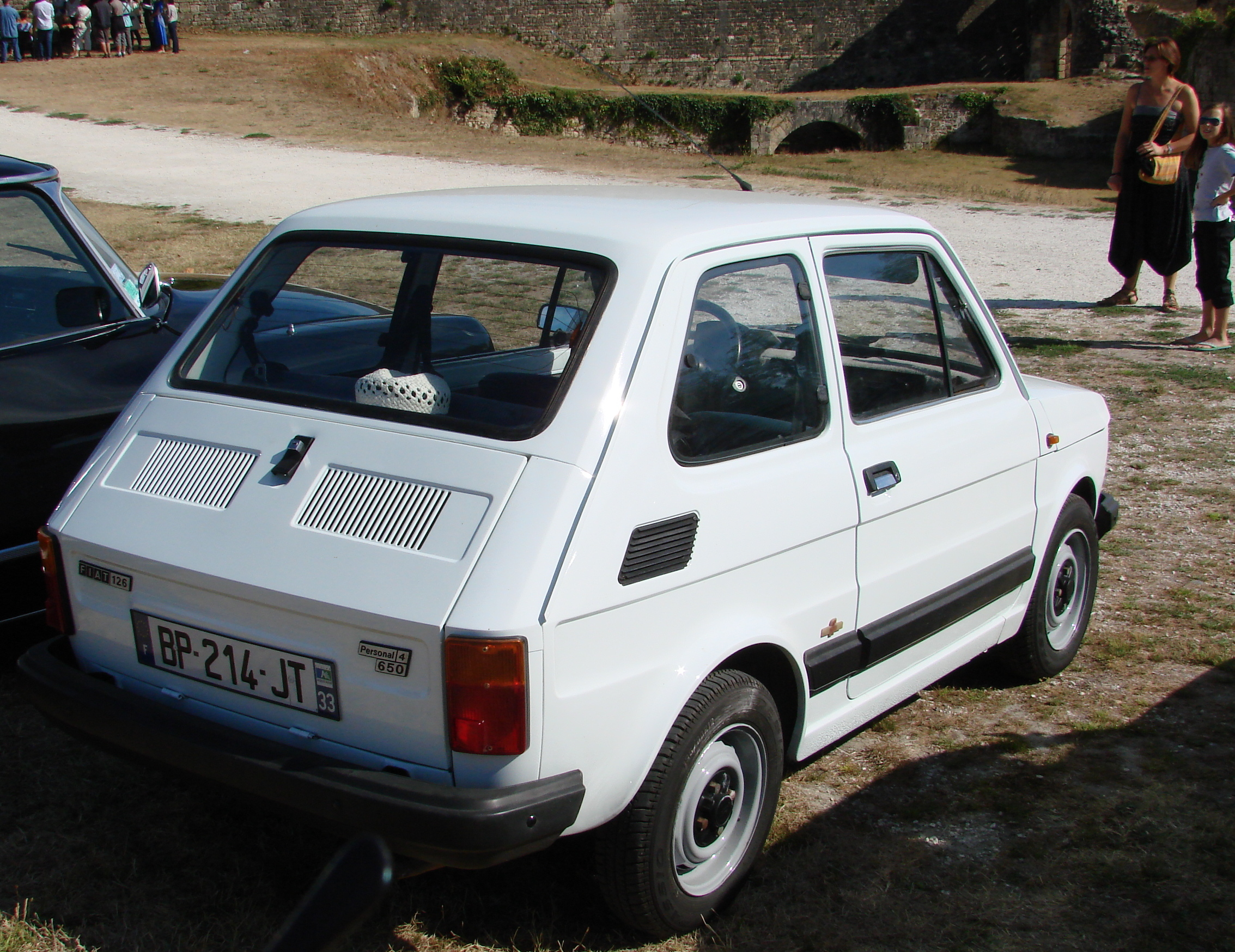
1978 - 1984 Personal 4 650

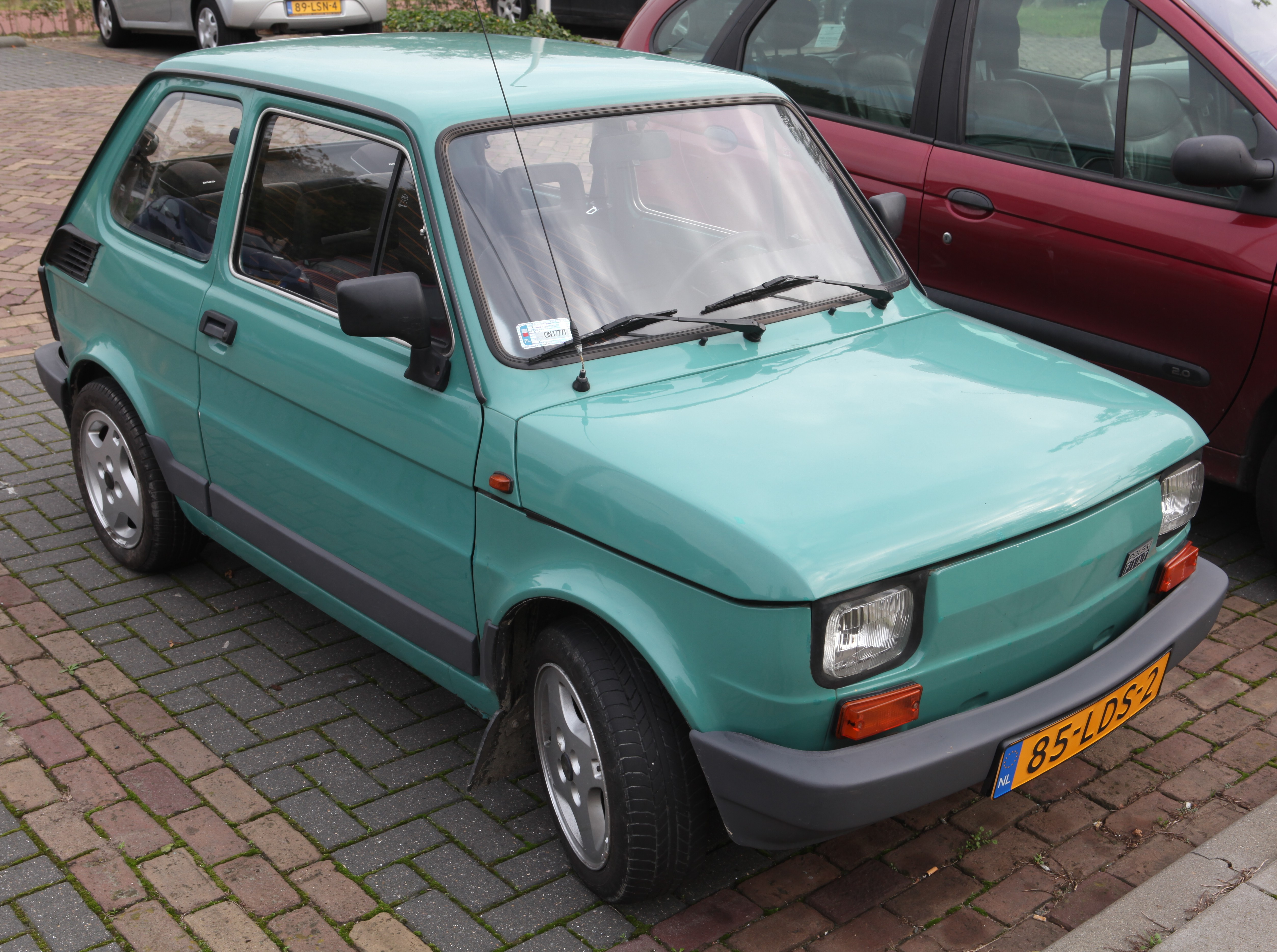
1984 - 1992
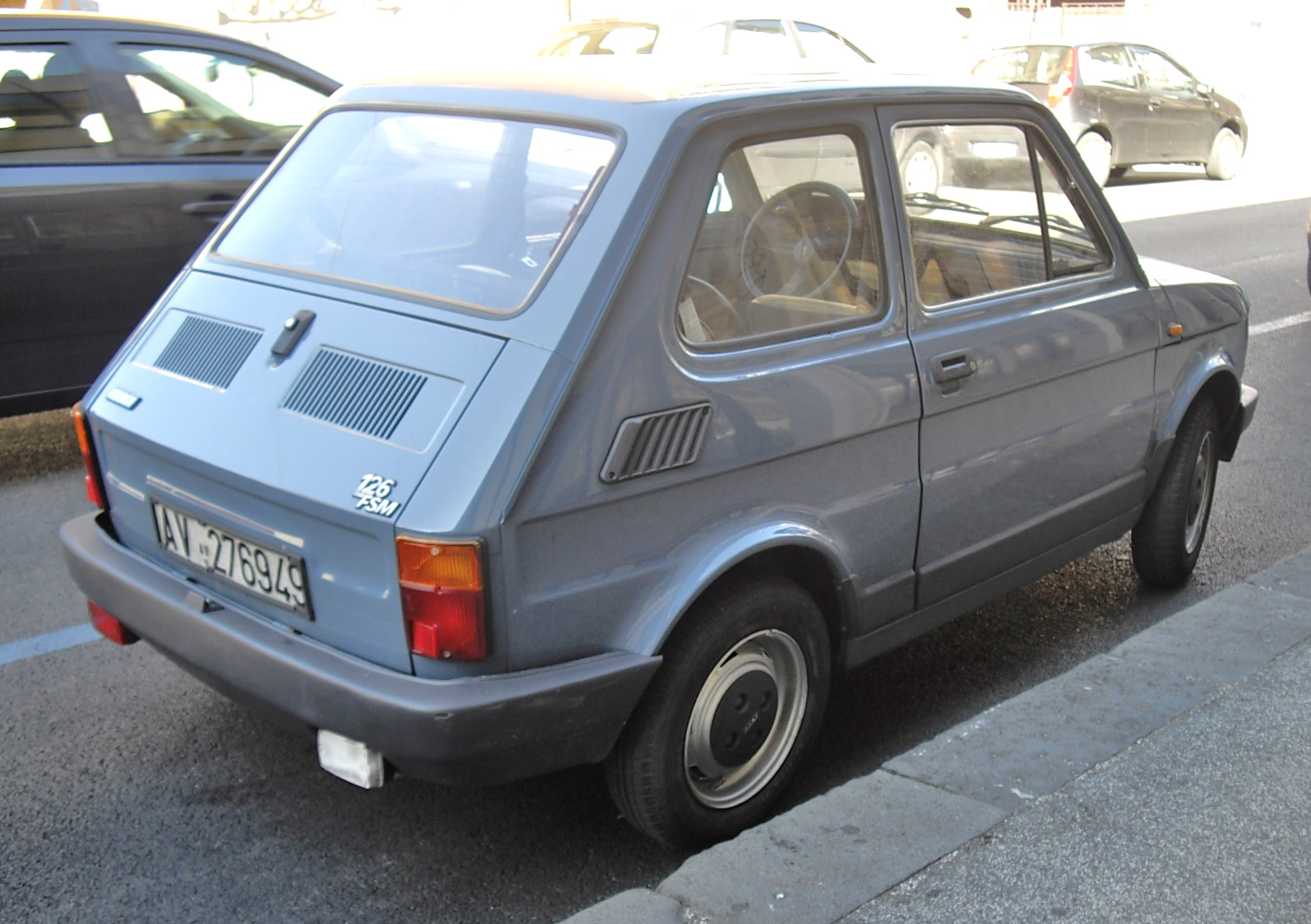
1984 - 1992
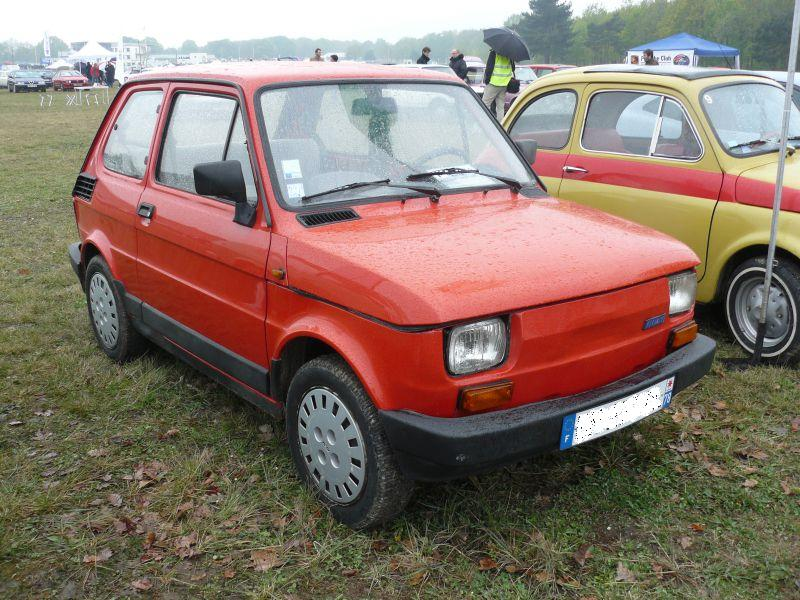
126bis
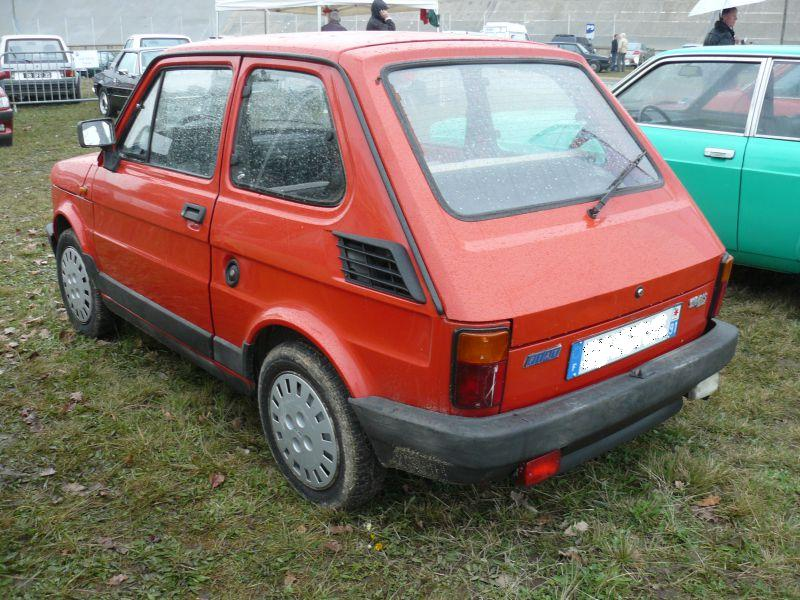
126bis

- POP 2000